# Psathyropus hirta
Psathyropus hirta is een hooiwagen uit de familie Sclerosomatidae.